# José Cueto Díez de la Maza
José Cueto Díez de la Maza (Riocorvo, 4 novembre 1839 – Las Palmas de Gran Canaria, 17 agosto 1908) è stato un vescovo cattolico spagnolo.

## Biografia
Abbracciò la vita religiosa tra i domenicani del convento di Ocaña il 18 settembre 1857 e fu ordinato prete nel 1864. Compiuti gli studi, fu nominato lettore di filosofia a Ocaña e collaborò al rinnovamento degli studi tomistici insieme con il futuro cardinale Zeferino González y Díaz Tuñón.
Fu inviato a proseguire gli studi presso l'università di Manila e si laureò in diritto canonico nel 1874. Occupò la cattedra di diritto canonico e fu nominato vicerettore dell'università dal capitolo provinciale dell'ordine: in assenza del titolare, esercitò l'ufficio di rettore per oltre un anno. Fu un valente omileta e nel 1878 fu nominato predicatore generale; fu tra i fondatori del Boletin eclesiástico, organo dell'arcidiocesi, e fu autore di numerosi articoli.
Rientrato in patria, dal 1882 fu professore di teologia, diritto canonico e oratoria sacra presso lo Studio teologico di Avila. Fu eletto priore di Ocaña nel 1889.
Fu presentato come vescovo delle Canarie con regio decreto del 15 dicembre 1890 e preconizzato da papa Leone XIII il 1º aprile 1891; fu consacrato il 27 settembre dello stesso anno nella chiesa conventuale di Ocaña e giunse a Las Palmas il 22 novembre successivo.
Istituì le tre parrocchie della diocesi, costruì e restaurò numerose chiese, completò la facciata della cattedrale per la quale ottenne pure il titolo di basilica, riconciliò il cimitero interdetto di Las Palmas, eresse il seminario diocesano a università pontificia. Effettuò la visita pastorale nella diocesi per tre volte.
Al suo arrivo operavano in diocesi i claretiani, le Figlie della carità e le cistercensi, ma egli favorì anche l'insediamento dei lazzaristi, dei francescani, dei cistercensi, dei Fratelli delle scuole cristiane, delle Piccole suore degli anziani abbandonati, delle Serve di Maria e delle Serve di Gesù Sacramentato. Accolse in diocesi anche le Figlie di Cristo Re, che aprirono un collegio a Las Palmas e un noviziato a Teror: le suore si resero autonome dalla casa-madre e il 15 giugno 1895 furono rivestite con l'abito domenicano andando a costituire la congregazione delle suore domenicane missionarie della Sacra Famiglia.
Durante la guerra ispano-americana per l'indipendenza di Cuba, accolse gli esuli e trasformò il suo palazzo vescovile in ospedale per i soldati feriti o malati che tornavano dal fronte; nello stesso periodo riorganizzò la Croce Rossa delle Canarie.
Visse nella povertà più assoluta e impiegò i proventi della mensa vescovile in favore dei poveri e degli istituti di beneficenza e istruzione della diocesi.
Il 12 aprile 2002 fu concesso il nihil obstat per l'apertura dell'istruttoria diocesana del processo di beatificazione e canonizzazione, che si è chiusa il 12 giugno 2007.

## Genealogia episcopale
La genealogia episcopale è:
- Cardinale Scipione Rebiba
- Cardinale Giulio Antonio Santori
- Cardinale Girolamo Bernerio, O.P.
- Arcivescovo Galeazzo Sanvitale
- Cardinale Ludovico Ludovisi
- Cardinale Luigi Caetani
- Cardinale Ulderico Carpegna
- Cardinale Paluzzo Paluzzi Altieri degli Albertoni
- Papa Benedetto XIII
- Papa Benedetto XIV
- Cardinale Enrico Enriquez
- Cardinale Francisco de Solís Folch de Cardona
- Vescovo Agustín Ayestarán Landa
- Arcivescovo Romualdo Antonio Mon y Velarde
- Cardinale Francisco Javier de Cienfuegos y Jovellanos
- Cardinale Cirilo de Alameda y Brea, O.F.M.Obs.
- Cardinale Juan de la Cruz Ignacio Moreno y Maisanove
- Vescovo Ramón Martínez y Vigil, O.P.
- Vescovo José Cueto Díez de la Maza, O.P.